# Zanna distanti
Zanna distanti är en insektsart som beskrevs av Schmidt 1911. Zanna distanti ingår i släktet Zanna och familjen lyktstritar. Inga underarter finns listade i Catalogue of Life.